# Georg Albrecht (Ostfriesland)

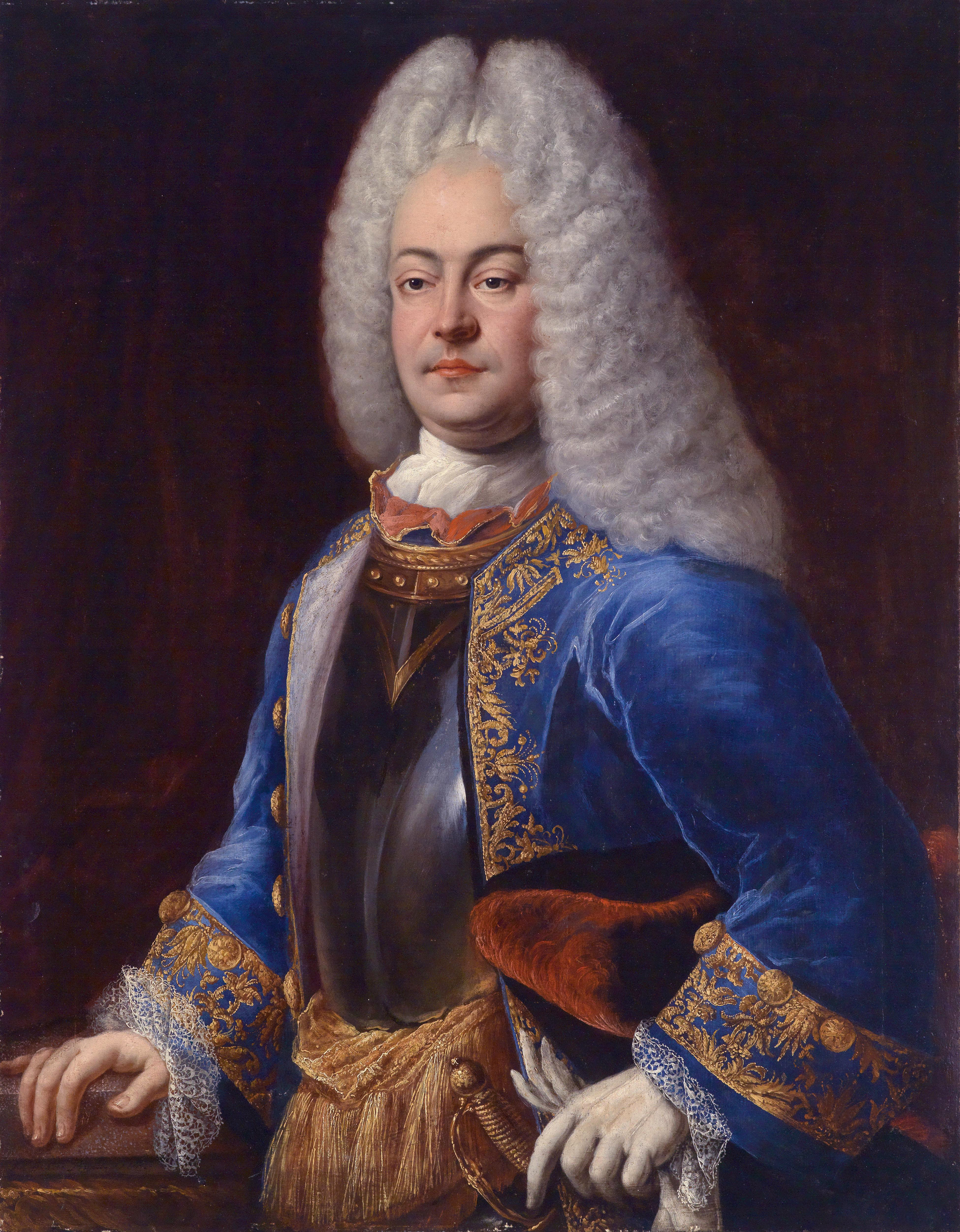
Fürst Georg Albrecht (Johann Conrad Eichler, 1718)

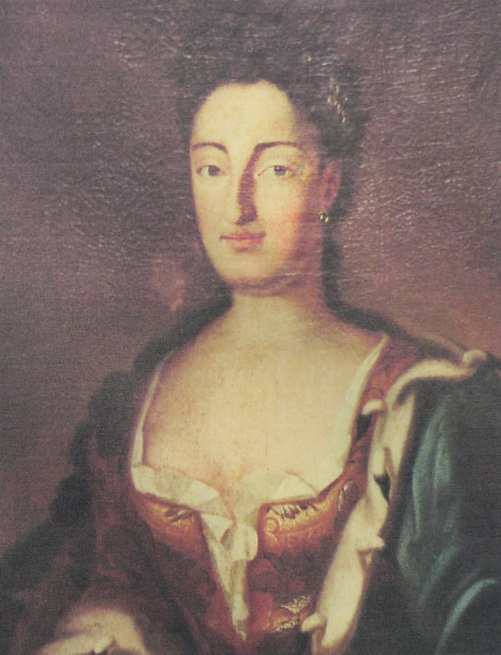
Fürstin Sophie Caroline

Georg Albrecht (* 13. Juni 1690; † 11. Juni 1734 auf Schloss Sandhorst bei Aurich) aus dem Geschlecht der Cirksena war von 1708 bis 1734 der vierte Fürst, der die Grafschaft Ostfriesland regierte.

## Biografie
Georg Albrecht war der zweite Sohn des Fürsten Christian Eberhard. Er regierte in einer eher schwierigen Zeit: Das Land wurde durch die Weihnachtsflut 1717 schwer getroffen. Dieser fielen 2752 Menschen zum Opfer und große Landstriche wurden verwüstet. Auch der Konflikt des Fürstenhauses mit den Ständen entlud sich während seiner Regentschaft erneut.

Fürst Georg Albrecht in jüngeren Jahren

In seiner Regierungszeit kam es 1726/1727 zum Appell-Krieg, der sich aus einem erneuten Konflikt zwischen dem Fürsten und einem Teil der Stände ergab. Georg Albrecht ging als Sieger aus diesem Konflikt hervor. Selbst die an der Spitze der renitenten Stände stehende Stadt Emden unterwarf sich. Durch das mangelnde Verhandlungsgeschick des Kanzlers von Georg Albrecht, Enno Rudolph Brenneysen, kam es in der Folge jedoch nicht zu einer friedlichen Einigung der an dem Konflikt beteiligten Parteien. Obwohl Kanzler und Fürst eine strenge Bestrafung der Renitenten forderten, wurden diese 1732 vom Kaiser amnestiert.
Am 23. September 1709 heiratete Georg Albrecht Prinzessin Christine Luise von Nassau-Idstein. Sie bekamen vier Kinder, von denen der Sohn Carl-Edzard das jüngste war. Die drei älteren Geschwister starben bereits vor Erreichen des ersten Lebensjahres. Christine Luise starb am 13. April 1723 im Alter von 32 Jahren.
Fürst Georg Albrecht gründete 1729/1730 den Sielhafen Carolinensiel, heute Museumshafen. Namensgeberin des Ortes war seine zweite Gemahlin Sophie Karoline von Brandenburg-Kulmbach, Tochter von Christian Heinrich, die er am 8. Dezember 1723 geheiratet hatte. Sie erhielt vom Fürsten beim Ort die Domäne Fürstinnen-Grashaus im Carolinengroden zum Geschenk, von der sie bis zu ihrem Tode 1764 Einkünfte bezog.
Georg Albrecht soll eine Affäre mit Maria Elisabeth von Lukomski, der Hofdame seiner Frau gehabt haben. Auf dem Sterbebett bekannte er, „blos mit den Augen gesündiget“ zu haben und bat dafür bei seiner Familie und seinen Bediensteten um Vergebung.
Als Fürst Georg Albrecht am 11. Juni 1734 starb, übernahm Carl Edzard im Alter von 18 Jahren die Amtsgeschäfte als letzter lebender Nachkomme von Georg Albrecht. Auch er konnte die Konflikte mit den Ständen jedoch nicht lösen.

## Leistungen
Im Jahre 1715 erließ Georg Albrecht die erste Hengstkörordnung der Welt. Um der Alkoholsucht im Lande Herr zu werden, verbot Georg Albrecht am 9. Februar 1731, die Boßelwettkämpfe. Er verurteilte die Veranstaltungen wegen „vielerley Unordnungen und Sauffen, Fressen, Schelten, greulichem Fluchen, schwerem Schlagen und Verwunden“ aufs schärfste. Auch dies belastete das Verhältnis zwischen dem Fürsten und seinen Untertanen.